# Ictalurus

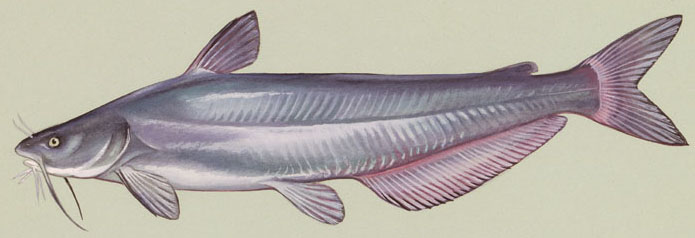
Ictalurus furcatus

Ictalurus è un genere di pesci ossei d'acqua dolce appartenenti alla famiglia Ictaluridae.

## Distribuzione e habitat
Questi pesci sono endemici del Nordamerica orientale, a nord fino al Canada meridionale e a sud fino al Messico (la specie I. meridionalis raggiunge anche il Belize e il Guatemala). Due specie, I. furcatus e I. punctatus, sono state introdotte in Europa, dove si sono naturalizzate entrando in competizione con le specie ittiche autoctone.

## Specie
- Ictalurus australis Meek, 1904
- Ictalurus balsanus Jordan & Snyder, 1899
- Ictalurus dugesii Bean, 1880
- Ictalurus echinatus † Lundberg, 1975
- Ictalurus furcatus Valenciennes, 1840
- Ictalurus lambda † Hubbs & Hibbard, 1951
- Ictalurus lupus Girard, 1858
- Ictalurus meridionalis Günther, 1864
- Ictalurus mexicanus Meek, 1904
- Ictalurus ochoterenai de Buen, 1946
- Ictalurus pricei Rutter, 1896
- Ictalurus punctatus Rafinesque, 1818
- Ictalurus rhaeas † Cope, 1891
- Ictalurus spodius † Smith, 1987